# 葉室光顕
葉室 光顕（はむろ はるあき）は、鎌倉時代末期から建武の新政にかけての公卿。参議・葉室光定の子。官位は正三位・参議兼出羽守。後醍醐天皇の寵臣であり出羽国司として同国に赴任した。

## 経歴
権中納言・葉室定嗣の曾孫。初名は為嗣（ためつぐ）。
幼くして父が没したため、祖父・定藤に養育される。延慶2年（1309年）11月従五位下に叙され、次いで尾張守･春宮権大進などを経る。元亨4年（1324年）4月蔵人に補された後は弁官として昇進を重ね、嘉暦4年（1329年）8月左中弁、元徳2年（1330年）4月蔵人頭、10月左兵衛督を歴任した。同3年（1331年）1月参議として公卿に列し、10月光厳天皇践祚に伴う剣璽渡御の儀に際しては上卿を務めたが、12月には参議を辞職。明確な理由もなしに鎌倉幕府から元弘の乱への関与を疑われたのであろう、翌元弘2年/正慶元年（1332年）2月六波羅探題によって捕縛され、6月出羽へ配流されたが、これは同国が父の知行国であった縁によるものとも考えられる。
元弘3年/正慶2年（1333年）5月後醍醐天皇の復辟に伴って参議に復する。京都に召還されて間もない同年8月には出羽守兼秋田城務を拝命し、就任早々から在地武士に対して国宣を発するなど、新政権の勢力拡大に尽力しているが、11月参議を辞すると同時に正四位下から従三位へ越階しているところを見ると、程なくして現地への赴任を促されたようである。着任後の具体的な活動については史料を欠く。安達氏から秋田城務を継承し、形式上は守護権を掌握したものの、出羽国衙の組織が未熟だったためか、実際の国務においては陸奥将軍府や新政権による肩入れを受けていた可能性が高い。建武2年（1335年）11月正三位に昇叙されたが、あたかも足利尊氏が新政権に反旗を翻した時期であり、これに呼応して出羽一円にも内乱が勃発したのであろう。間もなくその渦中で足利与党によって斬首されたと伝えられる。

## 系譜
- 父：葉室光定
- 母：不詳
- 妻：不詳
  - 男子：葉室光資